# Die unglaubliche Reise in einem verrückten Flugzeug
Die unglaubliche Reise in einem verrückten Flugzeug (Originaltitel: Airplane!) ist eine US-amerikanische Komödie aus dem Jahr 1980. Regie führte das ZAZ-Trio Jim Abrahams, David Zucker und Jerry Zucker, die auch das Drehbuch schrieben. Der Film gilt als Durchbruch für den Schauspieler Leslie Nielsen, der davor bereits seit mehr als zwei Jahrzehnten in zumeist ernsten Filmrollen zu sehen war.
Die unglaubliche Reise in einem verrückten Flugzeug persifliert bekannte Flugzeug-Katastrophen-Filme der 1970er Jahre wie Flug in Gefahr, Airport und Giganten am Himmel. Grundlage für die Handlung bildet jedoch der 1957 unter der Regie von Hall Bartlett nach einem Drehbuch von Arthur Hailey entstandene Film 714 antwortet nicht (Originaltitel Zero Hour!).
Aufgrund des Erfolgs wurde 1982 eine Fortsetzung mit dem Titel Die unglaubliche Reise in einem verrückten Raumschiff produziert.

## Handlung
Nachdem auf dem Trans-American-Flug 209 von Los Angeles nach Chicago neben einigen Passagieren auch der Pilot Captain Oveur und der Copilot Murdock an einer Fischvergiftung erkrankt sind, muss ein flugkundiger Passagier gefunden werden, der das Flugzeug landen kann. Mit Ted Striker findet sich zwar ein solcher Passagier, der ehemalige Kampfpilot leidet jedoch seit einem traumatischen Erlebnis aus seiner Militärzeit unter Flugangst, da er sich für den Tod seiner Flugkameraden verantwortlich fühlt, die vor Jahren bei einem von ihm geleiteten Einsatz ums Leben kamen.
Striker hatte sich zuvor am Flughafen spontan dazu entschlossen, ein Ticket für den Flug zu kaufen, um seine Ex-Freundin Elaine zurückzugewinnen, welche den Flug als Stewardess begleitet. Elaine glaubt erst nicht daran, dass Striker das Flugzeug landen und er Verantwortung übernehmen kann. Er ist jedoch der Einzige an Bord, der Flugerfahrung besitzt und nicht den verdorbenen Fisch gegessen hat, also lässt man ihn an den Steuerknüppel. Auch Striker selbst zweifelt an sich, und so gibt er bald wieder auf. Erst als ihm der Passagier Dr. Rumack, der die ärztliche Erstversorgung an Bord übernommen hat, eine Geschichte von einem Mann erzählt, der ihm seine letzten Worte anvertraute, ändert sich Strikers Meinung schlagartig: Der sterbende Patient von Dr. Rumack war einer seiner ehemaligen Flugkameraden, der Strikers damalige Entscheidungen noch auf dem Sterbebett verteidigte.
Über Funk erhält Striker Anweisungen von seinem ehemaligen Vorgesetzten, Captain Rex Kramer, sowie vom Fluglotsen Steve McCroskey. Dadurch gelingt es ihm, das Flugzeug mit einer Bruchlandung auf die Landebahn zu setzen.
Die Passagiere werden gerettet, und die Liebe von Ted und Elaine findet ein Happy End.

## Sonstiges
- Der Film wurde in lediglich 34 Tagen abgedreht, größtenteils im August 1979,[1] und kostete 3,5 Millionen US-Dollar.[2]
- Der Zuspruch Rumacks, den er dreimal Striker gegenüber wiederholt (vor, während und nach der Landung): „Ich wollte Ihnen beiden nur Glück wünschen. Wir alle zählen auf Sie.“ wurde in Scary Movie 3, einem weiteren Film von Zucker, wieder aufgegriffen, erneut von Leslie Nielsen (diesmal in der Rolle des US-Präsidenten). Auch in Family Guy wird der Ausspruch in der Folge Blue Harvest zitiert.
- Die Regisseure David und Jerry Zucker haben im Film einen kurzen Auftritt als Flugzeugeinweiser.
- Der dritte Regisseur, Jim Abrahams, hat einen Kurzauftritt als sechster religiöser Eiferer am Flughafen.
- Charlotte Zucker, die Mutter von David und Jerry Zucker, hat ebenso einen kurzen Auftritt: Sie versucht, sich zu schminken, während sich das Flugzeug in Turbulenzen befindet.
- Peter Graves wollte die Rolle des Captain Oveur zunächst nicht spielen, da er – wie er in einem Zeitungsinterview im Jahr 2000 sagte – den Inhalt des Drehbuchs als „den größten Müll“ erachtete, den er je zu lesen bekommen hatte. Erst nach einem Treffen mit dem Autoren-Team änderte er seine Meinung.
- Gregory Itzin, der später Charles Logan in der Serie 24 verkörperte, spielte den ersten religiösen Eiferer am Flughafen.
- Der Film basiert auf dem Film 714 antwortet nicht (Zero Hour) von 1957. Einige Szenen und Dialoge wurden fast Eins-zu-eins aus diesem Film übernommen, oft jedoch mit einer Pointe versehen.[3]

## Synchronisation
Die im Original in einem afroamerikanischen Dialekt (Jive) sprechenden, dunkelhäutigen Passagiere reden in der deutschen Fassung mit bairischem Dialekt.
Auch andere Sprachversionen wurden angepasst: So wurde in der türkischen Synchronisation der Dialog zwischen Captain Oveur und dem Jungen im Cockpit: „Warst du schon mal in einem türkischen Gefängnis (deutsch: türkischen Bad)?“ geändert in „Warst du schon mal in einem griechischen Gefängnis?“
Buch und Dialogregie der deutschen Fassung lagen in den Händen von Arne Elsholtz. Die Synchronisation wurde von der Berliner Synchron erstellt.
| Rolle                     | Darsteller             | Synchronsprecher |
| ------------------------- | ---------------------- | ---------------- |
| Ted Striker               | Robert Hays            | Randolf Kronberg |
| Elaine Dickinson          | Julie Hagerty          | Liane Rudolph    |
| Cpt. Clarence Oveur       | Peter Graves           | Heinz Petruo     |
| Steven McCroskey          | Lloyd Bridges          | Edgar Ott        |
| Dr. Rumack                | Leslie Nielsen         | Hubert Suschka   |
| Cpt. Rex Kramer           | Robert Stack           | Arnold Marquis   |
| Dr. Brody                 | Jason Wingreen         | Wolfgang Völz    |
| Johnny                    | Stephen Stucker        | Georg Tryphon    |
| Randy                     | Lorna Patterson        | Rita Engelmann   |
| Roger Murdock             | Kareem Abdul-Jabbar    | Helmut Krauss    |
| Jim Hammen                | Nicholas Pryor         | Norbert Gescher  |
| Schwarzer Passagier Nr. 1 | Norman Alexander Gibbs | Norbert Gastell  |
| Victor Basta              | Frank Ashmore          | Norbert Langer   |

## Kritiken
„Die altbekannte Handlung dient lediglich als Vehikel für eine total überdrehte Parodie auf zahllose Hollywood-Filme von ‚Der weiße Hai‘ bis zu ‚Airport‘. Von unterschiedlichem Niveau und nicht immer geschmackvoll, in der deutschen Fassung noch stark vergröbert, kann der Film für Kenner dennoch recht vergnüglich sein.“

„‚Airplane!‘ – geschmacklos, grobschlächtig, grotesk, und ungemein vergnüglich – ist eine kunterbunte Gag-Kollektion […].“

Cinema schrieb, die „respektlosen Genreparodien“ des Regisseur-Trios „wurden stilprägend. Ebenso das dazugehörige Dauerfeuer garantiert sinnfreier Gags. Fazit: Ein wahrer Höhenflug der absurden Komik“.
Der Film war auch ein finanzieller Erfolg: Bei Produktionskosten von 3,5 Millionen US-Dollar betrugen die Einnahmen in den USA über 80 Millionen Dollar im Box Office und 40 Millionen Dollar im Video-Verleih.

## Auszeichnungen
- 1981: Writers Guild of America Award in der Kategorie bestes adaptiertes Drehbuch (Komödie)
- 2010: Aufnahme in das National Film Registry als ein besonders erhaltenswerter US-amerikanischer Film

## Soundtrack
- Elmer Bernstein: Airplane! Music From the Motion Picture. 2-CD-Collection. La-La Land Records. Tonträger-Nr. LLLCD 1093 – Originalaufnahme der Filmmusik unter der Leitung des Komponisten (enthält einige im Film nicht verwendete Stücke)